# Paul Wyss (Künstler, 1897)
Paul Wyss (* 24. Mai 1897 in Basel; † 5. Februar 1984 ebenda) war ein Schweizer Zeichenlehrer, Maler und Lithograf.

## Leben
Wyss besuchte das Humanistische Gymnasium und die Realschule in Basel. In Basel studierte er an der Gewerbeschule Malerei bei Rudolf Löw und Albrecht Mayer sowie bei Heinrich Knirr in München. Er ist vor allem bekannt für seine Alpenbilder.

## Werke (Auswahl)
- 1923: Wandbild,  Gymnasium Leonhard